# Sibir (brise-glace, 1977)
Pour les articles homonymes, voir Sibir (brise-glace).
Le Sibir (en russe : Сибирь ; littéralement : Sibérie) est un brise-glace à propulsion nucléaire russe de Classe Arktika construit en 1977. Il est le seul brise-glace de sa classe qui ne possède pas une superstructure rouge.
Son tonnage brut est de 20655 tonnes et son port en lourd de 4096 tonnes.
Le navire a été retiré du service en 1992. En 2012 il était amarré à Mourmansk, dans l’attente de sa mise à la ferraille. Rosatomflot a annoncé en octobre 2016 son prochain remorquage vers le chantier naval de Nerpa, à une vingtaine de kilomètres au nord de Mourmansk dans la baie de Kola. Ce chantier possède des décennies d’expérience dans le démantèlement de sous-marins militaires à propulsion nucléaire, vestiges de la guerre froide. La plupart des sous-marins avaient été proprement découpés et les compartiments de leurs réacteurs sécurisés, ce qui a permis au chantier naval de Nerpa de commencer le démantèlement des navires les plus anciens de la flotte de brise-glaces nucléaires. En plus du Sibir, ses navires jumeaux Rossiya, Arktika et Sovyetskiy Soyuz étient alor tous en attente de démantèlement. Le compartiment du réacteur du Sibir et les autres parties contaminées radioactives doivent être transportées dans la baie de Saida, sur la côte de la péninsule de Kola, où la Russie dispose d’un site de stockage géant, construit en mer avec l’aide de l’Allemagne, pour assurer la sécurité nucléaire.